# Mauro Coruzzi
Mauro Coruzzi, all'anagrafe Maurizio Umberto Egidio Coruzzi, noto anche con lo pseudonimo di Platinette (Langhirano, 4 novembre 1955), è un personaggio televisivo, conduttore radiofonico, cantante e attore italiano.
Attivo come giornalista autore televisivo e conduttore radiofonico fin dagli anni settanta, ha raggiunto la notorietà presso il pubblico alla fine degli anni novanta quando, scoperto da Maurizio Costanzo, ha preso parte a numerose puntate del Maurizio Costanzo Show, dove si è distinto sia perché si presentava al pubblico televisivo sempre in veste di drag queen, con abiti stravaganti e parrucche color platino, sia per l'umorismo tagliente e la sfrontatezza con la quale si esprimeva durante la trasmissione.
Negli anni duemila, oltre a proseguire la sua carriera radiofonica conducendo il contenitore mattutino di Radio Deejay, Platinissima, ha anche partecipato a numerosi programmi televisivi sia in qualità di conduttore, come nel caso di Bisturi! Nessuno è perfetto, sia come ospite ricorrente, giudice o opinionista (Amici di Maria De Filippi, Buona Domenica, Domenica Cinque).
Nel corso della carriera ha anche pubblicato alcuni libri e inciso due dischi, arrivando a calcare il palco del Festival di Sanremo per due volte, nel 2012 (come ospite dei Matia Bazar) e nel 2015 (in qualità di concorrente in coppia con Grazia Di Michele) con il brano Io sono una finestra.

## Biografia

### Esordi
Nato da una famiglia contadina trasferitasi a Parma, si è diplomato all'Istituto Magistrale discutendo una tesina su Gli indifferenti di Alberto Moravia e una canzone di Roberto Vecchioni. Come primo mestiere fece il garzone di fruttivendolo, trovando poi occupazione come giornalista per la carta stampata e la radio. A cavallo tra gli anni Settanta e Ottanta ha fatto parte del collettivo canoro en travesti delle Pumitrozzole, che si esibiva in eventi, discoteche e feste danzanti. Nel 1986 ha partecipato, sempre con le Pumitrozzole, alla realizzazione dei cori dell'album della cantautrice Giuni Russo, Giuni, sua amica anche nella vita. Arrivato a Milano, divenne autore televisivo collaborando a due edizioni del Festivalbar e a Rock Cafè, in onda su Rai 2, condotto da Benedetta Mazzini.

### Anni novanta
Nel 1997 ha condotto lo speciale per il Festival di Sanremo di Rai 2 Sanremo in aria, insieme a La Pina, Matteo Bordone e Marisa Passera. In attività come conduttore radiofonico fin dagli anni settanta su alcune emittenti regionali e in particolar modo su Radio Parma, dopo un breve periodo sul network radiofonico Station One è entrato a far parte di Radio Deejay dal gennaio 1999 conducendo una trasmissione intitolata Platinews. Nello stesso periodo gli fu affidata una rubrica di critica televisiva all'interno di Target, trasmissione di Canale 5, e fu notato da Maurizio Costanzo, il successo televisivo arrivò con la partecipazione al Maurizio Costanzo Show, dove si distinse sia perché sempre appariva sempre nelle vesti di drag queen con lo pseudonimo Platinette, sia per la schiettezza con la quale si esprimeva all'interno della trasmissione.
Sempre nel 1999 pubblicò per la P-Nuts di Giorgio Bozzo Da viva - Volume I, album composto da diciotto cover di canzoni pop italiane dei trent'anni precedenti. Alla registrazione del disco parteciparono altri artisti quali La Pina, Ambra Angiolini e Wilma Goich. Il primo singolo estratto dall'album è stato Una per tutti, versione transessuale di Uno per tutte di Tony Renis.

### Anni duemila
Nei primissimi anni duemila, dopo una stagione in onda nella fascia del tardo pomeriggio si stabilì definitivamente nell'orario mattutino di Radio Deejay, dove dal 2001 ha condotto la trasmissione Casa Platinette, poi rinominato Platinissima, tra le 7 e le 9. Rimase in questa collocazione oraria fino al giugno del 2010. Nel 2001, sul nascente canale televisivo LA7 condusse il programma satirico Fascia protetta con la collaborazione di Roberta Lanfranchi e l'autore televisivo Paolo Mosca. Nello stesso anno ha condotto un talk show dedicato al Grande Fratello in onda su Stream TV, burrascosamente interrotto (e poi alcuni anni dopo riproposto sul digitale terrestre Mediaset) a causa di una polemica tra il conduttore e l'allora Ministro delle Comunicazioni Maurizio Gasparri.
Nel maggio 2002 ha pubblicato il libro umoristico Finocchie, che sviluppa fra il serio e il faceto il tema dell'omosessualità. Un secondo libro autobiografico, intitolato Tutto di me, è stato pubblicato da Sonzogno nel 2005. A febbraio 2003 insieme a Benedetta Mazzini ha interpretato in teatro la commedia umoristica Bigodini, scritta da Matteo B. Bianchi. Nello stesso periodo ha collaborato con Buona Domenica, trasmissione cui prenderà parte anche negli anni successivi come presenza fissa. Nell'inverno del 2004 ha condotto la trasmissione di prima serata Bisturi! Nessuno è perfetto, trasmessa su Italia 1, al fianco di Irene Pivetti.
Nel 2005 incise una cover del brano L'elefante gay di Gianni Greco, originalmente cantata da Erika Mannelli nel 1984 all'Ambrogino di Milano, concorso canoro per bambini. La pubblicazione avvenne il 21 luglio dello stesso anno all'interno della raccolta Pride Compilation pubblicata dalla Deltadischi. Dal 2006 ha partecipato come membro della giuria al programma serale Amici di Maria De Filippi, esperienza durata per diverse stagioni. Nello stesso anno ha partecipato al film H2Odio. Nel 2009 è stato ospite d'onore al Premio Donida, dedicato al maestro Carlo Donida, e nello stesso anno è stato nel cast fisso del programma domenicale di Canale 5 Domenica Cinque, condotto da Barbara D'Urso, dove si occupava di una rubrica musicale. Questo impegno terminò nel 2010, quando entrò a far parte del cast fisso della seconda edizione del reality La pupa e il secchione nel ruolo di giurato, ruolo che aveva ricoperto anche nel 2006 durante la prima edizione della trasmissione.

### Anni duemiladieci
Nell'autunno 2010, il talk radiofonico Platinissima passò dalla fascia del mattino al drive time serale, andando in onda dalle 18:30. Nella stagione successiva, 2011/2012, la trasmissione fu trasmessa anche in televisione, andando in onda in contemporanea su Radio Deejay e su Deejay TV, con il titolo Platinissima presenta Good Evening. Si rivelò essere tuttavia l'ultima edizione del programma su Radio Deejay, terminata nel giugno 2012 e che segnò la conclusione del rapporto con l'emittente milanese. Il 17 febbraio 2012 ha duettato con Silvia Mezzanotte dei Matia Bazar al Festival di Sanremo 2012 nella canzone Sei tu, mentre il 31 marzo dello stesso anno ha partecipato come membro della giuria tecnica, e quindi non più come opinionista, in Amici di Maria De Filippi. Dal successivo mese di settembre è passato a Radio Monte Carlo, dove per la stagione 2012/2013 è tornato alla conduzione di una trasmissione in onda nel primo mattino con Plati-Network. Il 23 ottobre 2012 ha pubblicato il secondo album discografico Perle coltivate, contenente dodici cover di brani pop, con cui rende omaggio ad alcune grandi artiste italiane, e il brano inedito Pazza in duetto con Gennaro Cosmo Parlato. Tra le canzoni presenti nell'album vi è il contributo dell'amica Giuni Russo, alla quale viene dedicato l'intero lavoro discografico e con cui duetta "virtualmente" in una nuova versione dance di Aprite le finestre. Altri duetti presenti nel disco sono con Grazia Di Michele, Aida Cooper, Caterina Caselli, Orietta Berti, Virginiana Miller, Marcella Bella, Iva Zanicchi, Betty Curtis, Ornella Vanoni e Mina. Ogni brano rappresenta un pezzo di storia personale per Coruzzi.
Dopo aver terminato dopo appena un anno l'esperienza radiofonica su Radio Monte Carlo, nell'ottobre del 2013 è tornato in onda su Radio Deejay dove ha condotto per due stagioni la trasmissione della domenica sera PlatiNight. Nel febbraio del 2015 ha partecipato in gara al Festival di Sanremo in coppia con Grazia Di Michele con il brano Io sono una finestra, che si è classificato al sedicesimo posto della classifica finale. Dall'autunno 2015 è passato a RTL 102.5, nel quale abbandona il personaggio di "Platinette" e viene annoverato tra i conduttori con il nome anagrafico, Mauro Coruzzi. Nel corso delle stagioni ha condotto trasmissioni come W l'Italia e Password con Nicoletta Deponti. Dal 20 febbraio 2016 ha preso parte, con il personaggio Platinette, come concorrente all'undicesima edizione del talent show di Rai 1 condotto da Milly Carlucci Ballando con le stelle, in coppia con Raimondo Todaro. A causa della sua corporatura decisamente sovrappeso, nello stesso periodo si sottopone a un intervento di palloncino intragastrico per perdere peso.
Dal 24 febbraio 2017 ha condotto su La5 il cooking show La mia grossa grassa cucina ed è apparso, come Platinette, nel programma di Rai 1 Tale e quale show. Dal 2018 è entrato a far parte del cast del programma di Rai 1 ItaliaSì! Nel 2019 ha interpretato il brano Imbarazzismo in duetto con Roberta Marten, la cui musica è stata composta da Raffaele Viscuso e i testi scritti da Viscuso e Marten. Nel settembre 2019 è stata annunciata la sua mancata partecipazione alla nuova edizione del programma ItaliaSì! per motivi di salute; ha partecipato come ospite a sorpresa della prima puntata, raccontando di soffrire patologicamente da diversi anni di disturbo da alimentazione incontrollata. Sempre nella stessa occasione, ha dichiarato di aver iniziato un regime di alimentazione controllata e che non può più accettare lavori di lunga durata fino alla guarigione.

### Anni duemilaventi
Nel 2021 ha partecipato - come Mauro Coruzzi - in qualità di concorrente alla seconda edizione de Il cantante mascherato, venendo eliminato nella terza puntata. Dopo una breve esperienza nel palinsesto notturno di RTL 102.5 con la trasmissione Nessun dorma a partire dal novembre 2021, dal mese di aprile 2022 ha lasciato le frequenze nazionali per tornare stabilmente sulla regionale Radio Parma alla guida di Mauro Morning News, ogni mattina dalle 8 alle 10, che in seguito ha assunto il titolo di GoodMorning Parma. La collaborazione con Radio Parma era già partita nel settembre 2020 con la conduzione, nella fascia del drive time del venerdì, la trasmissione Finalmentevenerdì. Sospende l'attività radiofonica a causa di un ictus ischemico che l'ha colpito nel marzo del 2023.

## Vita privata
Nel 2023 è stato colpito da un ictus cerebrale, dal quale si è ripreso con riabilitazione e logopedia. L'8 febbraio 2025 viene colpito da un secondo ictus.

## Controversie
Nel corso degli anni ha espresso la sua posizione su varie questioni legate al mondo LGBT in Italia, e in particolare la sua opposizione al matrimonio tra persone dello stesso sesso, all'adozione da parte di coppie dello stesso sesso, alla maternità surrogata e ai Pride. Ha inoltre criticato l'istituzione delle unioni civili in Italia e il Ddl Zan.
Coruzzi è stato aspramente criticato per tali dichiarazioni, in quanto il personaggio en travesti di Platinette aveva raccolto ampi favori da parte della comunità LGBT e molti esponenti di essa erano convinti dell'omosessualità dell'attore.

## Filmografia

### Attore

#### Cinema
- Caruso, zero in condotta, regia di Francesco Nuti (2001)
- Natale a casa Deejay, regia di Lorenzo Bassano (2004)
- H2Odio, regia di Alex Infascelli (2006)
- Magnifica presenza, regia di Ferzan Özpetek (2012)
- Dante, regia di Pupi Avati (2022)

#### Videoclip
- Neve di Mina (1992)
- Comprami 2000 di Viola Valentino e Zerodecibel (1999)
- Day by day di Ivana Spagna (2006)
- L'angelo necessario dei Virginiana Miller (2010)
- Non sono mica Lady Gaga di Enzo Iacchetti e La Cesira (2012)
- Imbarazzismo con Roberta Marten (2019)

### Doppiatore
- Pinocchio 3000, regia di Daniel Robichaud (2004)
- Madame Wang's, regia di Paul Morrissey (1981)

## Programmi televisivi
- Maurizio Costanzo Show (Canale 5, 1995-2004) - ospite fisso
- Milano-Roma (Rai 3, 2000)
- Via Zanardi, 33 (Italia 1, 2001)
- Fascia protetta (LA7, 2001-2002)
- Testarda io (Rete 4, 2002)
- Buona Domenica (Canale 5, 2003-2006)
- Bisturi! Nessuno è perfetto (Italia 1, 2004)
- Tutti pazzi per i reality (Canale 5, 2006) - opinionista
- Buon pomeriggio (Canale 5, 2006-2008)
- La pupa e il secchione (Italia 1, 2006, 2010) giurato
- Amici di Maria De Filippi (Canale 5, 2006-2012) - opinionista fino al 2011, membro della giuria tecnica nel 2012
- Domenica Cinque (Canale 5, 2009)
- Uno scandalo al sole (Lei, 2010)
- Platinissima presenta Good evening (Deejay TV, 2011-2012)
- Chiambretti Sunday Show (Italia 1, 2012)
- Domenica Live (Canale 5, 2013, 2016-2017) - opinionista
- Domenica Live - Riusciranno i nostri eroi a perdere peso? (Canale 5, 2013-2014) - concorrente
- Techetechete' (Rai 1, 2015) Puntata 18
- Ballando con le stelle (Rai 1, 2016) - concorrente
- Pomeriggio Cinque (Canale 5, 2016) ospite fisso del venerdì
- Speciale Uomini e donne - Le Olimpiadi della TV (Canale 5, 2017) - giurata
- Selfie - Le cose cambiano (Canale 5, 2017) - giurata
- La mia grossa grassa cucina (La5, 2017)
- Tale e quale show (Rai 1, 2017) - concorrente
- 60 Zecchini (Rai 1, 2017) - giurata
- ItaliaSì! (Rai 1, 2018-2024) - opinionista
- Live - Non è la d'Urso (Canale 5, 2019-2021) - ospite ricorrente
- Ieri e oggi in TV - Speciale Mina (Rete 4, 2019)
- Amici Celebrities (Canale 5, 2019) - giudice
- Name That Tune - Indovina la canzone (TV8, 2020) - concorrente
- Finalmente Mauro - Quando la radio va in TV (TV Parma, 2020)
- Il cantante mascherato (Rai 1, 2021) - concorrente
- Eurovision Story - Corso accelerato per principianti (Rai 2, Rai Play, 2022)

## Radio
- Contatto Radio (Radio Capital, 1993)
- Caffè, the, mè (Station One, 1998)
- Station Night (Station One 1999)
- Plati-News (Radio Deejay, 1999)
- È finita bimbe (Radio Deejay, 1999-2000)
- Casa Platinette (Radio Deejay, 2001-2002)
- Platinissima (Radio Deejay, 2002-2012)
- Deejeography (Radio Deejay, 2011-2012)
- PlatiNetwork (Radio Monte Carlo, 2012-2013)
- PlatiNight (Radio Deejay, 2013-2015)
- W l'Italia (RTL 102.5, 2015-2016)
- Password (RTL 102.5, 2016-2021)
- Finalmente venerdì (Radio Parma, 2020-2021)
- Finalmente Sanremo (RTL 102.5, 2021)
- Protagonisti (RTL 102.5, 2021)
- Nessun dorma ((RTL 102.5, 2021-2022)
- Mauro Morning Show (Radio Parma, dal 2021-2022)
- Goodmorning Parma (Radio Parma, 2022-2023)

## Teatro
- Bigodini, di Matteo B. Bianchi, con Benedetta Mazzini (2003)

## Discografia

### Album
- 1999 - Da viva - Volume I
- 2012 - Perle coltivate

### Singoli
- 2000 - Nell'aria
- 2003 - Fai da te (con Nilla Pizzi)
- 2006 - Una fetta di limone (con Little Taver and his Crazy Alligators)
- 2015 - Io sono una finestra/Je suis comme une fenêtre (come Mauro Coruzzi, con Grazia Di Michele)
- 2015 - Alghero (con Grazia Di Michele)
- 2019 - Imbarazzismo (con Roberta Marten)
- 2020 - Inno della pettegola (con Dario Gay)

### Collaborazioni
- 2015 - Grazia Di Michele Il mio blu, con il brano Io sono una finestra (come Mauro Coruzzi)

### Partecipazioni
- 2005 - AA.VV. Pride Compilation, con il brano L'elefante gay
- 2007 - AA.VV. Now Spring 2007, con il brano Amore in chat (con Luca Leoni)
- 2015 - AA.VV. Super Sanremo 2015, con il brano Io sono una finestra (come Mauro Coruzzi, con Grazia Di Michele)

## Pubblicazioni
- Finocchie, Milano, Mondadori, 2002.
- Tutto di me, Milano, Sonzogno, 2005.

## Festival di Sanremo
| Anno | Categoria        | Brano                                        | Duettante e/o omaggio (brano) | Piazzamento |
| ---- | ---------------- | -------------------------------------------- | ----------------------------- | ----------- |
| 2015 | Sanremo Campioni | Io sono una finestra (con Grazia Di Michele) | Alghero                       | 16º         |